# Paul Guilhaume
Paul Guilhaume (Parigi, ...) è un direttore della fotografia francese, candidato all'Oscar alla migliore fotografia per Emilia Pérez (2024).

## Filmografia parziale
- L'Île jaune, regia di Léa Mysius – cortometraggio (2016)
- Les Vies de Thérèse, regia di Sébastien Lifshitz (2016)
- Ava, regia di Léa Mysius (2017)
- Adolescentes, regia di Sébastien Lifshitz (2019)
- Petite Fille, regia di Sébastien Lifshitz (2020)
- Parigi, 13Arr. (Les Olympiades), regia di Jacques Audiard (2021)
- Les Cinq Diables, regia di Léa Mysius (2022)
- Casa Susanna, regia di Sébastien Lifshitz (2022)
- Emilia Pérez, regia di Jacques Audiard (2024)

## Riconoscimenti
- Premio Oscar
  - 2025 – Candidatura alla migliore fotografia per Emilia Pérez
- Premio BAFTA
  - 2025 – Candidatura alla migliore fotografia per Emilia Pérez
- Premio César
  - 2021 – Candidatura alla migliore fotografia per Adolescentes
  - 2022 – Candidatura alla migliore fotografia per Parigi, 13Arr.
  - 2025 – Migliore fotografia per Emilia Pérez
- Premio Lumière
  - 2025 – Candidatura alla migliore fotografia per Emilia Pérez
- Festival internazionale del cortometraggio di Clermont-Ferrand
  - 2016 – Miglior fotografia per L'Île jaune
- Festival internazionale del cinema di Stoccolma
  - 2017 – Miglior fotografia per Ava